# Grelin
Grelin je hormon koji uglavnom proizvode P/D1 ćelije koje oblažu fundus (gornji deo) ljudskog želuca i epsilon ćelije pankreasa koje stimulišu glad i sastoji se od 28 amino kiselina. Nivoi grelina se povišavaju pre obroka i smanjuju nakon obroka. On se smatra pandanom hormona leptina, koga proizvodi adipozno tkivo, i koji indukuje sitost kad je prisutan u visokim nivoima. U nekim barijatričnim procedurama, nivoi grelina su smanjeni kod pacijenata, što uzrokuje prevremenu sitost.
Grelin se takođe proizvodi u hipotalamusnom arkuatnom jezgru (lat. nucleus arcuatus hypothalami), gde on stimuliše sekreciju hormona rasta iz prednje hipofizne žlijezde (lat. obus anterior hypophyseos).. Receptori grelina su izraženi na neuronima u arkuatnom jezgru i bočnom hipotalamusu. Grelinski receptor je G protein-spregnuti receptor, koji je još poznat pod nazivom GHS receptor (hormon rasta oslobađajući receptor). Grelinski receptor je takođe bio identifikovan u vagalnim aferentnim ćelijskim telima, kao i na vagalnim aferentnim završecima u gastrointestinalnom traktu
Grelin ima važnu ulogu u neurotrofiji, posebno u hipokampusu. On je esencijalan za kognitivnu adaptaciju na promenu okruženja i za proces učenja. Za grelin je utvrđeno da aktivira endotelne izoforme azot monoksid sintaze u signalnom putu koji je zavstan od više kinaza, među kojima je Akt.

## Forme
Grelin postoji u endokrinološki neaktivnoj (čist peptid) i aktivnoj formi (heksatropin). Osim oktanoilnog i drug bočni lanci su primećeni.

## Literatura
1. ↑  Inui A; Asakawa A; Bowers CY;  . (2004). „Ghrelin, appetite, and gastric motility: the emerging role of the stomach as an endocrine organ”. FASEB J. 18 (3): 439—56. PMID 15003990. doi:10.1096/fj.03-0641rev.
2. ↑  Mondal, M.S., Date, Y., Yamaguchi, H., Toshinai, K., Tsuruta, T., Kangawa, K., Nakazato, M. (2005). „Identification of ghrelin and its receptor in neurons of the rat arcuate nucleus”. Regul. Pept. 126 (1-2): 55—59. PMID 15620414. doi:10.1016/j.regpep.2004.08.038.
3. ↑  Page A, Slattery J, Milte C, Laker R, O'Donnell T, Dorian C, Brierley S, Blackshaw LA (2007). „Ghrelin selectively reduces mechanosensitivity of upper gastrointestinal vagal afferents”. Am J Physiol Gastrointest Liver Physiol. 292 (5): 1376—1384. PMID 17290011. doi:10.2337/diabetes.51.12.3412.
4. ↑  „Hunger hormone tied to learning”. Архивирано из оригинала 07. 05. 2011. г. Приступљено 1. 6. 2007. at The Scientist
5. ↑  Atcha, Z; Chen, WS; Ong, AB; Wong, FK; Neo, A; Browne, ER; Witherington, J; Pemberton, DJ. (2009). „Cognitive enhancing effects of ghrelin receptor agonists”. Psychopharmacology (Berl). 206 (3): 415—27. PMID 19652956. doi:10.1007/s00213-009-1620-6.
6. ↑  Xu X, Jhun BS, Ha CH, Jin ZG (2008). „Molecular mechanisms of ghrelin-mediated endothelial nitric oxide synthase activation.”. Endocrinology. 149 (8): 4183—4192. PMC 2488251 . PMID 18450953. doi:10.1210/en.2008-0255.

## Dodatna literatura
- Bown R (3. 9. 2006). „Ghrelin”. Pathophysiology of the Endocrine System. Colorado State University. Архивирано из оригинала 12. 05. 2008. г. Приступљено 18. 9. 2008.
- Burstain T (1. 1. 2005). „Balancing Your Hunger Hormones”. Web site reviewing role of ghrelin and leptin in obesity. Infinity Medical Systems, Inc. Архивирано из оригинала 13. 10. 2008. г. Приступљено 18. 9. 2008.
- Dickson SL (1. 1. 2002). „Chapter 15. Ghrelin: A newly discovered hormone”. British Society for Neuroendocrinology. Архивирано из оригинала 28. 09. 2007. г. Приступљено 18. 9. 2008.
- Nixon R (14. 7. 2008). „Feeling hungry can make you happy”. Mental health. MSNBC.com. Приступљено 18. 9. 2008.
- Shea C (10. 12. 2006). „Empty-Stomach Intelligence”. New York Times. Приступљено 18. 9. 2008.
- Tomasetto C (1. 3. 2001). „Ghrelin/MTLRP  (motilin-related peptide)”. Atlas of Genetics and Cytogenetics in Oncology and Haematology. Архивирано из оригинала 02. 03. 2006. г. Приступљено 18. 9. 2008.

## Spoljašnje veze
- ghrelin на 